# 努加爾州
努加爾州是索馬里北部的一個州，西鄰埃塞俄比亞，東臨印度洋。面積26,180平方公里。首府加羅韋也是目前控制當地的邦特蘭的首都。